# Funicolare di Lanzo d'Intelvi
La funicolare Lanzo d'Intelvi-Santa Margherita era una funicolare italiana che collegava il borgo di Lanzo d'Intelvi a monte con il lago di Lugano a Santa Margherita di Valsolda a valle, da cui partivano i battelli che creavano un collegamento diretto con la città di Lugano.

## Storia

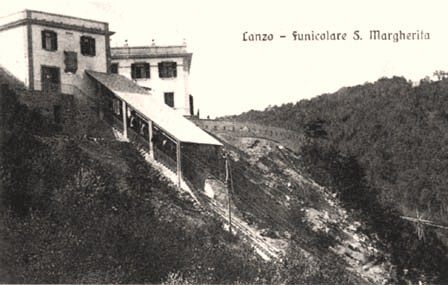
La funicolare in esercizio, in una cartolina d'epoca (1920 circa)

Nel 1902 alcuni cittadini luganesi e lanzesi costituirono un comitato promotore allo scopo di finanziare e realizzare una "ferrovia funicolare" tra la Valsolda e la Valle d'Intelvi, allo scopo precipuo di agevolare i flussi turistici nelle vallate.
Il relativo progetto fu elaborato dall'ingegner Pfaltz, perfezionato dallo specialista ingegner Bucher e infine approvato dal Consiglio superiore dei lavori pubblici nella seduta del 21 giugno 1903. Per addivenire al progetto esecutivo occorse però attendere il regio decreto n. 55 del 27 gennaio 1907, con il quale venne approvata la convenzione stipulata il precedente 19 dicembre con la Società Anonima della Ferrovia Funicolare pel Belvedere di Lanzo d'Intelvi, compagnia, a capitale misto pubblico e privato, controllata dalla Banca della Svizzera Italiana e compartecipata dalla Società di Navigazione e Ferrovie pel Lago di Lugano (SNF), che assunse l'esercizio della funicolare.
I lavori, affidati all'impresa Von Roll, erano però già stati avviati: ottenuta l'approvazione del collaudo, il 29 settembre 1907 l'impianto venne ufficialmente inaugurato.
La convenzione d'esercizio venne rinnovata il 18 ottobre 1909 e approvata con regio decreto n. 449 del 28 ottobre successivo: in tale frangente la classificazione amministrativa dell'impianto fu mutata da "ferrovia" a "tranvia", con conseguente riduzione della concessione da 70 a 60 anni a far data dal 27 gennaio 1907.

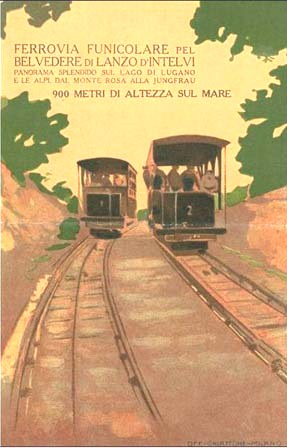
Dépliant pubblicitario del 1920 circa

Negli anni cinquanta, grazie ai finanziamenti pubblici resi disponibili dalla legge 1225 del 2 agosto 1952, l'impianto fu sottoposto a un radicale ammodernamento, che comportò la sostituzione delle funi di trazione, dei binari (furono messe in opera rotaie da 30 kg/m) e l'installazione di un nuovo argano Oerlikon a doppia puleggia: ciò permise di aumentare la velocità a 1,8 m/s. In conseguenza di tali interventi, con decreto ministeriale 4 giugno 1957 la concessione fu assegnata ex novo a decorrere dal 1º luglio 1952; la durata della stessa venne in seguito prorogata di ulteriori 10 anni.
Fino al 1954 la funicolare svolse anche servizio merci.
La frequentazione ebbe un andamento ondivago: dopo il periodo d'oro della Belle Époque, le due guerre mondiali comportarono una contrazione, seguita da una ripresa nel secondo dopoguerra (attorno agli anni 1950 si assistette al raddoppio dei passeggeri trasportati rispetto al periodo anteguerra). Complice l'espansione della motorizzazione privata, a partire dal 1962 il numero dei passeggeri scese sotto le 30.000 unità, che si ridussero ulteriormente a 17.000 già nel 1965: ciò pose seri problemi di gestione, considerata la sempre più forte incidenza dei costi per il personale. Il trend peggiorò nel decennio seguente, sicché la funicolare cessò l'esercizio il 19 settembre 1977, alla scadenza della concessione.
Negli anni successivi grazie al Comitato Funicolare Lanzo Intelvi, a più riprese sorsero iniziative per il ripristino della funicolare, che portarono nel 1995 alla ripulitura della sede ferroviaria da sterpaglie e rifiuti in vista di un suo eventuale recupero e l'assegnazione della stessa alla Regione Lombardia. Le intenzioni sono però rimaste sulla carta.
Nel 2020 grazie a un finanziamento di 200.000 euro di Regione Lombardia è stato redatto il progetto di prefattibilità per la riattivazione che ha previsto un costo totale per la riapertura di circa 10 milioni oltre a sancire la sostenibilità economica della struttura ai fini turistici in caso di riapertura.

## Caratteristiche e percorso
| Unknown route-map component "uexKBHFa" | Unused pier |

| Unknown route-map component "uexSPLa" |

| Unknown route-map component "uexSPLe" |

| Unknown route-map component "uexKBHFe" |

La stazione inferiore della funicolare, posta a 277,32 metri sul livello del mare, sorge in località Santa Margherita, presso la preesistente omonima chiesa, dove era stato predisposto un pontile per l'interscambio con i piroscafi della SNF. Con un andamento ad "S" la linea risaliva il monte, mantenendosi prossima al confine di Stato, affiancata da una scalinata di servizio di circa 4.000 gradini.

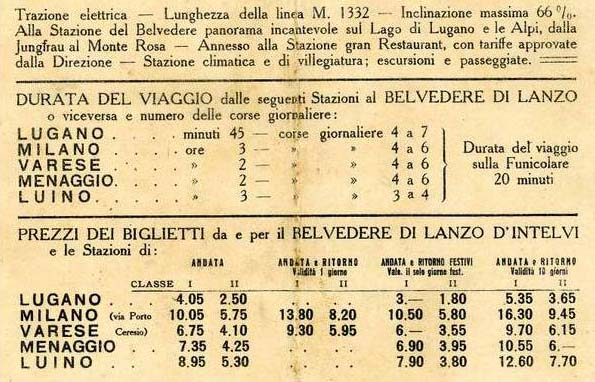
Tabella con orari, coincidenze ferro-navali e prezzi risalente al 1920 circa

Lunga complessivamente 1.475 m, la funicolare era armata in origine con rotaie vignoles da 25 kg/m posate su traverse di ferro, formando un binario a scartamento metrico. Il raggio minimo delle curve risultava di 145 metri e lungo il percorso si incontravano in totale quindici ponti ad arco costruiti per superare le numerose vallette che tagliano la costa montuosa tra Valsolda e Intelvi.
La stazione terminale sorge in località detta della Zocca, a 884,80 metri sul livello del mare, per un dislivello complessivo di 607,48 m. La pendenza massima era del 660 per mille.
L'argano di trazione, alloggiato presso la stazione superiore, era azionato da una coppia di motori elettrici Oerlikon da 22 kW ciascuno (che fungevano da riserva l'uno dell'altro), alimentati con corrente trifase a 1.800 V 50 Hz. In caso di completa avaria o mancanza di elettricità era altresì presente un motore a scoppio.
Il parco rotabile era costituito da due vetture, costruite dalla ditta Von Roll: del tutto prive di finestrini (erano infatti utilizzate solo durante la bella stagione), erano lunghe 8,26 metri e potevano trasportare 32 passeggeri seduti, dei quali 8 in prima classe e 24 in seconda; otto ulteriori passeggeri potevano prendere posto sul terrazzino opposto a quello su cui era presente il manovratore. Ogni corsa durava 18 minuti. A seguito dell'abbandono della linea, le vetture e buona parte degli apparati meccanici sono stati lasciati all'interno dei ruderi delle stazioni.